# Warwick District
Warwick District är ett distrikt (motsvarande kommun) i grevskapet Warwickshire i England, Storbritannien. Distriktet har 151 158 invånare (2022).  Större orter är Kenilworth, Royal Leamington Spa och Warwick. Distriktet är indelat i 32 civil parishes. 